# Чёрный Ключ (река)
Чёрный Ключ — река в России, протекает по Кусинскому району Челябинской области. Устье реки находится в 42 км по правому берегу реки Большая Арша. Длина реки составляет 11 км.

## Данные водного реестра
По данным государственного водного реестра России относится к Камскому бассейновому округу, водохозяйственный участок реки — Ай от истока и до устья, речной подбассейн реки — Белая. Речной бассейн реки — Кама.
Код объекта в государственном водном реестре — 10010201012111100021719.